# Yuki Midorikawa
Yuki Midorikawa (緑川ゆき?, Midorikawa Yuki; Prefettura di Kumamoto, 23 maggio 1976) è una fumettista giapponese.
Autrice di manga shōjo, le cui serie sono pubblicate sulle riviste LaLa e LaLa DX.

## Opere
- Akaku Saku Koe (あかく咲く声?)  (1999)
- Atsui Hibi (アツイヒビ?) (2002)
- Hotarubi no mori e (蛍火の杜へ? lett. "Verso i boschi della luce delle lucciole") (2002)
- Taion no kakera (体温のかけら?) (2003)
- Hiiro no isu (緋色の椅子?) (2002–2004)
- Natsume degli spiriti (夏目友人帳?, Natsume Yūjinchō) (2005-in corso)